# Goh Tuan
Goh Tuan är en kulle i Indonesien.   Den ligger i provinsen Aceh, i den västra delen av landet, 1 900 km nordväst om huvudstaden Jakarta. Toppen på Goh Tuan är 64 meter över havet. Goh Tuan ligger på ön Pulau Breueh.
Terrängen runt Goh Tuan är kuperad söderut, men norrut är den platt. Havet är nära Goh Tuan åt nordväst.